# San Miguel de la Laguna
San Miguel de la Laguna är en ort i Mexiko.   Den ligger i kommunen La Huacana och delstaten Michoacán de Ocampo, i den södra delen av landet, 300 km väster om huvudstaden Mexico City. San Miguel de la Laguna ligger 191 meter över havet och antalet invånare är 174. Den ligger vid sjön Presa Adolfo López Mateos.
Terrängen runt San Miguel de la Laguna är kuperad åt nordväst, men åt sydost är den platt. Runt San Miguel de la Laguna är det glesbefolkat, med 16 invånare per kvadratkilometer. Närmaste större samhälle är Bellas Fuentes, 11,2 km väster om San Miguel de la Laguna. I omgivningarna runt San Miguel de la Laguna växer huvudsakligen savannskog.